# Kdo nechce pracovat, ať nejí
Kdo nechce pracovat, ať nejí! je myšlenka, která se v historii lidstva objevuje už v době raného křesťanství a vyjadřuje přesvědčení, že lenoši a zaháleči by se neměli živit na úkor pracujících. Nachází se v Novém zákoně:
„Když jsme u vás byli, přikazovali jsme vám: Kdo nechce pracovat, ať nejí! Teď však slyšíme, že někteří mezi vámi vedou zahálčivý život, pořádně nepracují a pletou se do věcí, do kterých jim nic není.“
Pavel z Tarsu, Druhý list Tesalonickým, Bible, Český ekumenický překlad
 V letech 1607–1608 se tímto biblickým výrokem řídil John Smith, který organizoval vznik první anglické kolonie Jamestown v Severní Americe.

## Kdo nepracuje, ať nejí!

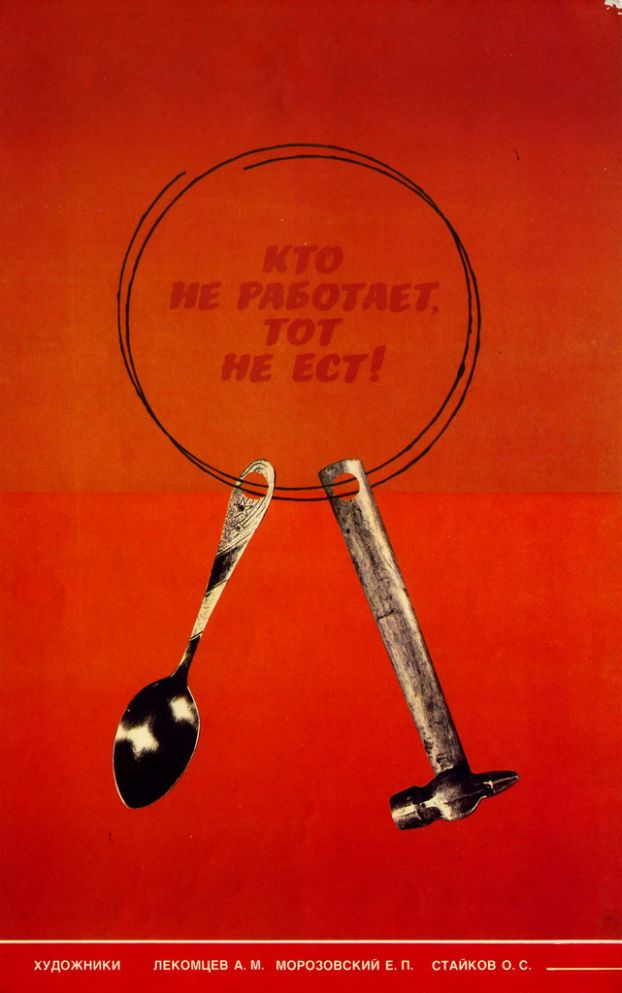
Kdo nepracuje, ať nejí!

Pozměněnou zásadu, která zní: „Kdo nepracuje, ať nejí!“ (rusky Кто не работает, тот не ест, Kto ně rabotajet, tot ně jest), použil Vladimir Iljič Lenin v roce 1917 ve svém díle Stát a revoluce. V květnu 1918 byl v Pravdě publikován Leninův článek o hladomoru v Petrohradě, kde se upravené biblické úsloví rovněž nacházelo a později se stalo komunistickým heslem, vztahujícím se k fenoménu sociálního parazitismu a příživnictví. Když Lev Davidovič Trockij ve svém díle „Zrazená revoluce“ kritizoval Stalina, tak řekl, že během velkých čistek v letech 1936–1937 bylo toto heslo nahrazeno větou: „Kdo neposlouchá, ať nejí!“.
Kromě Československa byly postihy za příživnictví praktikovány i v jiných zemích východního bloku; dělo se tak v různých letech různými způsoby.